# Giljamúli
Giljamúli är ett berg i republiken Island. Det ligger i regionen Norðurland vestra, 180 km nordost om huvudstaden Reykjavík. Toppen på Giljamúli är 685 meter över havet.
Trakten runt Giljamúli är nära nog obefolkad, med mindre än två invånare per kvadratkilometer. Det finns inga samhällen i närheten. Trakten runt Giljamúli består i huvudsak av gräsmarker.